# Pietro Pettoletti
Pietro Pettoletti (* um 1795; † um 1870 in Sankt Petersburg) war ein Gitarrist und Komponist italienischer Herkunft, der in Deutschland, Schweden und Russland wirkte.

## Leben und Wirken
Pettoletti stammte aus einer Musikerfamilie. Sein Vater Carl Johan (1758–1801) war Kapellmeister in Christiania. Pietro Pettoletti lebte zunächst in Deutschland. Ab seinem fünfundzwanzigsten Lebensjahr wirkte er in Schweden, wo er Klavier und Gitarre unterrichtete. Anschließend zog er nach Russland, wo er von einem wohlhabenden Gutsbesitzer angestellt wurde, um dessen Kinder im Gitarrenspiel zu unterrichten. Pettoletti wirkte lange Zeit in Sankt Petersburg und machte sich hier einen Namen als Konzertinterpret und Musikpädagoge. Mit seinem Bruder Joachim Pettoletti, einem Geiger und Gitarristen im Orchester der Italienischen Oper von Sankt Petersburg, trat er im Duo auf. 
In Sankt Petersburg hatte Pettoletti Kontakt zu Andrei Ossipowitsch Sichra, dem damals bekanntesten Gitarristen Russlands. Dieser ermutigte Pettoletti, die 7-saitige (russische) Gitarre zu studieren und für sie zu komponieren.
Pietro Pettoletti komponierte etwa 50 Werke für die Gitarre, vor allem Fantasien und Variationen über Themen aus Opern italienischer Komponisten. Er veröffentlichte seine Werke in Deutschland, Dänemark und Russland im ersten Jahrzehnt des neunzehnten Jahrhunderts.

## Werke
- 6 Waltzes for Solo Guitar, Op.1, Bonn & Köln: Simrock: Noten und Audiodateien im International Music Score Library Project
- 6 Waltzes, Op.3: Noten und Audiodateien im International Music Score Library Project
- Mes Souveniers. Divertimentos, Op.6, Stockholm: Gjöthström & Magnusson: Noten und Audiodateien im International Music Score Library Project
- Variations pour la Guitarre, Op.7, Stockholm: Gjöthström & Magnusson: Noten und Audiodateien im International Music Score Library Project
- 6 Variations Faciles et Agreables, Op.8: Noten und Audiodateien im International Music Score Library Project
- Pot-pourri pour la Guitarre avec accompagnement d'un seconde Guitarre, Op.9: Noten und Audiodateien im International Music Score Library Project
- Divertissement facile sur un Thême Suédois for 2 Guitars, Op.11: Noten und Audiodateien im International Music Score Library Project
- Fantaisie sur l'Air national de la Norvège, Op.12: Noten und Audiodateien im International Music Score Library Project
- Troika pour guitarre, Op.14: Noten und Audiodateien im International Music Score Library Project
- Fantaisie sur l'hymne national Russe, Op.15, Mainz: B. Schotts Söhne: Noten und Audiodateien im International Music Score Library Project
- Fantaisie sur des Motifs favoris de l'Opéra 'Les Huguenots', Op.16: Noten und Audiodateien im International Music Score Library Project
- Divertissement sur l'opera Montecchi e Capuleti, Op.17: Noten und Audiodateien im International Music Score Library Project
- God bless the Tzar! Fantaisie, Op.18: Noten und Audiodateien im International Music Score Library Project
- The Red Safran, Op.19: Noten und Audiodateien im International Music Score Library Project
- Air russe, Op.21: Noten und Audiodateien im International Music Score Library Project
- Fantaisie sur un Motif favori de Bellini pour deux Guitares, Op.22, Hamburg: Cranz: Noten und Audiodateien im International Music Score Library Project
- 4 Pieces for Guitar, Op.23: Noten und Audiodateien im International Music Score Library Project
- Variations pour la Guitare, Op.23: Noten und Audiodateien im International Music Score Library Project
- Fantaisie sur des Motifs de l'Opéra La Straniera de Bellini pour deux guitares, Op.24, Hamburg: Cranz: Noten und Audiodateien im International Music Score Library Project
- La folle, Op.25: Noten und Audiodateien im International Music Score Library Project
- Variations sur la cavatine favorite de l'opera 'Il pirata', Op.26, Mainz: B. Schotts Söhne: Noten und Audiodateien im International Music Score Library Project
- Duo pour Guitare et Violon ou Flûte sur une Romance favorite Russe, Op.27: Noten und Audiodateien im International Music Score Library Project
- Fantaisie sur La dernière Pensée de Weber pour Guitare et Piano, Op.28: Noten und Audiodateien im International Music Score Library Project
- Impromptu, Op.29: Noten und Audiodateien im International Music Score Library Project
- Duettino sur un air de 'La sonnambula', Op.30: Noten und Audiodateien im International Music Score Library Project
- Fantaisie sur une Romance favorite de Paschkoff, Op.31: Noten und Audiodateien im International Music Score Library Project
- Fantaisie sur une mélodie russe, Op.32: Noten und Audiodateien im International Music Score Library Project
- Divertissement for Two Guitars: Noten und Audiodateien im International Music Score Library Project
- Morceaux choisies d’opéras: Noten und Audiodateien im International Music Score Library Project
- Thème avec Variations et Prélude: Noten und Audiodateien im International Music Score Library Project
- 4 Pieces: Noten und Audiodateien im International Music Score Library Project